# Coll de la Lombarde
El coll de la Lombarde (en francès col de la Lombarde, en italià Colle della Lombarda) és un port de muntanya alpí fronterer que uneix les valls del Tinée, als Alps Marítims de França i la Val d'Estura, al Piemont, Itàlia. Amb una altitud de 2.351 metres, el coll domina sobre l'estació d'esquí d'Isola 2000. Presenta uns desnivells sostinguts durant una vintena de quilòmetres pels dos vessants, arribant en algun punt al 10% de desnivell. El coll es troba entre el cim de la Lombarde (2.800 m) i la Tête de l'Adrech (2.475 m).
Antigament era conegut com a coll de la Brasca, mentre el nom actual deriva del provençal loumbardo, vent del nord-est.

## Ciclisme
El Tour de França va superar per primera i única vegada aquest port, de categoria especial, el 21 de juliol de 2008 en la 16a etapa del Tour de 2008, en una etapa entre Cuneo i Jausiers. L'alemany Stefan Schumacher fou el primer en corononar-lo.
El Giro d'Itàlia va passar pel coll en la 20a etapa del Giro de 2016, el 28 de maig de 2016, en una etapa entre Guillestre i Vinadio. L'estoni Rein Taaramae fou el primer en coronar-lo.